# Q2 Stadium
Le Q2 Stadium est un stade de soccer situé dans le quartier de North Burnet/Gateway, à Austin, au Texas. Il est inauguré le 16 juin 2021.

## Histoire

### Projet de construction
Lorsqu'Anthony Precourt (en), propriétaire du Crew de Columbus, annonce son intention de déplacer la franchise à Austin, le personnel de la ville identifie huit sites potentiels pour un nouveau stade. Le 10414 McKalla Place est identifié comme l'un de ces huit sites et, à la suite d'un débat public, est devenu le principal candidat à la suite de la réunion du conseil municipal d'Austin le 22 mars 2018,. Après plusieurs sessions, le conseil municipal d'Austin a accordé au directeur municipal le pouvoir de négocier et d'exécuter un bail avec le vote de sept pour et de quatre contre lors d'une session extraordinaire le 15 août 2018,. La ville a annoncé que le bail est complété et signé le 19 décembre 2018,.
Ça sera un bail de vingt ans pour le site que la ville propose à Precourt Sports Ventures comprend un loyer annuel de 550 000 $ à compter de la sixième année et un montant supplémentaire de 3,6 millions de dollars sera donné à Capital Metro (en) pour le transport en commun. Le stade sera entièrement financé et construit avec de l'argent privé, bien que la propriété du stade est détenue par la ville. Le club a la possibilité de prolonger le bail jusqu'à trois fois, chaque prolongation est de dix ans,,. Le stade proposé comptera environ 20 000 places, sera achevé pour le printemps 2021, et sera financé par le secteur privé pour 225 millions de dollars.
Le 4 janvier 2019, un groupe intitulé Friends of McKalla Place annonce qu’il a déposé une pétition de 29 000 signatures à l’hôtel de ville et ils sont opposés à l'accord de stade du 19 décembre 2018,. Le 25 mars, la franchise recrute l'agence d'architecture Gensler, pour concevoir le stade. Son coût est estimé à 240 millions de dollars,. Le conseil municipal d’Austin a approuvé à l’unanimité le 6 juin une ordonnance de changement de zonage pour le futur stade. Le 19 août 2019, la ville d'Austin approuve le plan de construction du stade.

### Travaux

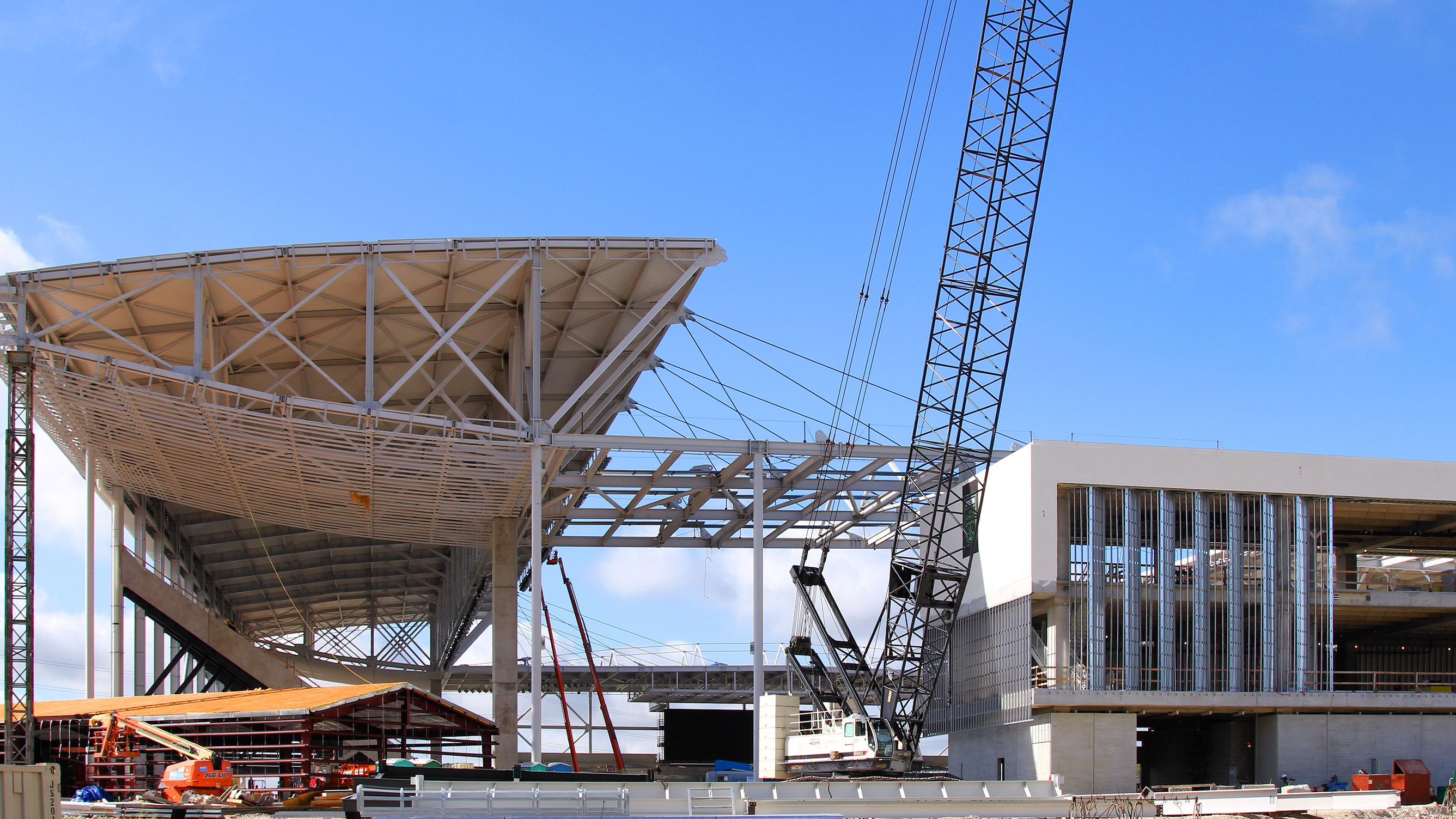
Chantier en juillet 2020.

Le 9 septembre 2019, l'événement marque le début officiel de la construction du nouveau stade, en présence du maire d'Austin, Steve Adler,. Les travaux se poursuivent pendant la pandémie de Covid-19,. Le montage de la structure commence en février 2020,. Puis, en novembre 2020, le stade est prêt à 75%, la nouvelle pelouse est installée, et les sièges commencent à être installés,. La construction du stade doit être terminée d'ici à la fin du mois de mars, a déclaré Andy Loughnane, président d’Austin FC,. Le nouveau stade reçoit la certification LEED Or le 22 novembre 2021.

### Nom
Le 25 janvier 2021, Q2 Holdings et l'Austin FC ont annoncé un accord de droits de dénomination « à long terme » pour le nouveau stade,. Q2 Holdings est basé à Austin, c'est un fournisseur de solutions de transformation numérique pour les services bancaires et les prêts,,. 
Avec ce nouveau partenariat, la société et la direction du club se sont entendues pour mettre en œuvre des évènements, telles que Black Girls Code et Code2College, dans le domaine du développement logiciel. Le partenariat fera naitre plusieurs plates-formes innovantes de dons communautaires, y compris la mise en œuvre d'une campagne annuelle dans laquelle environ 150 000$ seront alloués à des organisations à but non lucratif impliqués dans la communauté, de même que le parrainage d’une compétition (baptisée Dream Starter) afin de soutenir la démarche et l’innovation entrepreneuriale au sein de la municipalité,,,.

### Rencontre inaugurale
L'Austin FC annonce le 10 mars 2021 que la rencontre inaugurale du nouveau stade va se dérouler le 19 juin, face aux Earthquakes de San José, à l'occasion d'une rencontre de Major League Soccer,. Le club texan commence la saison sur la route. Le 6 mai, le club annonce que le nouveau stade ouvrira ses portes trois jours plus tôt que prévu pour accueillir l’équipe des États-Unis féminine, championne du monde en titre, lors d’un match amical contre le Nigeria et avec une capacité théorique à 100%. C’est la première fois que l’équipe des États-Unis féminine ou masculine joue à Austin,.
Le stade est inauguré le mercredi 16 juin 2021 lors du dernier match de la série d'été de la sélection américaine contre le Nigeria. Le match se joue devant 20 500 spectateurs. Le score final est de 2-0 pour les Stars and Stripes. Ainsi, Christen Press est la première buteuse de l'histoire du nouveau stade,.
Le premier match officiel a toutefois lieu le samedi 19 juin 2021 lors d'une rencontre de Major League Soccer entre l'Austin FC et les Earthquakes de San José, devant 20 738 personnes. Le premier tifo de l'Austin FC honore Stevie Ray Vaughan, Raul Salinas, Barbara Jordan et d’autres icônes d'Austin. Le match se solde par un match nul et vierge (0-0),. C'est la première rencontre à domicile d'une franchise professionnelle à Austin.

## Transports en commun
Le stade est situé le long de la ligne rouge de Capital MetroRail (en), et la station la plus proche sur la ligne rouge est la station Kramer (en), qui se trouve à environ 800 mètres à pied du nouveau stade de soccer. Dans le cadre du plan de transport en commun Project Connect de Capital Metro (en), une nouvelle station appelée McKalla Place (en) sera construite directement à côté du nouveau stade, à environ 800 mètres au sud de la station Kramer,,. La station Kramer sera déplacée sur le campus de Broadmoor, qui se trouve à environ 900 mètres au nord de la station Kramer, qui sera supprimé et remplacé par la station Broadmoor (en). Le conseil d’administration de la Capital Metro (en) a approuvé le 24 mai 2021 une entente de financement avec une filiale d’Austin FC pour la construction et l’entretien de la future station prévue près du stade et les travaux devraient débuter en mars 2022,.
L'accès en transport en commun est possible via la ligne de bus à haut niveau de service 803 de Capital MetroRapid (en), et les lignes d'autobus 3, 383, 392 et 466 de Capital MetroBus,. D'ici 2022 ou 2023, le stade sera desservi par la ligne rouge de Capital MetroRail (en) à la station « McKalla Place »,.

## Utilisation du stade

### Austin FC
Le stade accueille l'Austin FC, franchise de soccer évoluant en Major League Soccer.
Le 1er juillet 2021, l'Austin FC remporte sa première victoire au Q2 Stadium face aux Timbers de Portland (4-1). Jon Gallagher (en), est le premier buteur en match officiel dans ce stade,. Une semaine plus tard, le Los Angeles FC devient la première équipe à battre le club texan au Q2 Stadium.
Lors de son premier match amical international dans son nouveau stade,, le club texan perd sur le score de 1-3 contre les Tigres UANL — qui évoluent en Liga MX — le 13 juillet 2021,.

### Événements sportifs
Le 22 avril 2021, la CONCACAF annonce que le Q2 Stadium est retenu pour accueillir des matchs du tournoi de la Gold Cup 2021,. Il accueille une demi-finale de la compétition, le 29 juillet 2021,. Elle oppose l'équipe des États-Unis à celle du Qatar, et les Américains l'emportent sur le score de 1-0, à guichets fermés. Lors de la deuxième période, Gyasi Zardes inscrit l'unique but du match, permettant à son équipe de se qualifier pour la finale,.
Une semaine avant la demi-finale de la Gold Cup, U.S. Soccer annonce la tenue d'un match des éliminatoires de la Coupe du monde 2022 entre les États-Unis et la Jamaïque le 7 octobre 2021. Cette rencontre coïncide avec le 20e anniversaire de la victoire historique contre les Reggae Boyz qui a envoyé les États-Unis à la Coupe du monde 2002, dans laquelle ils ont atteint les quarts de finale,. C'est également la première fois que les Stars and Stripes jouent un match de qualification pour la Coupe du monde dans l’État du Texas,,. Les Américaines gagnent ce match sur le score de deux buts à zéro,, dont un doublé de Ricardo Pepi. Le match se dispute à guichets fermés,. Pepi est devenu le plus jeune joueur de l’histoire des Yanks à marquer au cours de deux matchs consécutifs et le deuxième plus jeune — derrière Christian Pulisic — à avoir marqué plusieurs buts durant une rencontre de qualification pour le mondial.
Le 1er novembre 2021, le Mexique annonce qu'elle dispute un match amical au Q2 Stadium, face au Chili, lors du dernier match du MexTour, le 8 décembre,,. La rencontre se solde par un match nul (2-2),, devant 17 202 spectateurs.
Le 22 avril 2022, il accueille de nouveau les Stars and Stripes pour le match d’ouverture de la Ligue des nations de la CONCACAF face à la Grenade le 10 juin. C’est la troisième fois que l'USMNT vient à Austin, les deux matchs précédents s’étant soldés par des victoires. Les Américains remportent la rencontre sur une large victoire de cinq buts à zéro, dont un quadruplé de Jesús Ferreira,. Il est devenu le cinquième joueur de l’histoire des Yanks à marquer quatre buts au cours d'un match,.
Le 22 février 2023, U.S. Soccer annonce la tenue d'un avant-dernier match amical avant la Coupe du monde 2023 entre les États-Unis et la république d'Irlande le 8 avril,. C'est la deuxième fois que les Américaines vient à Austin. 

## Galerie

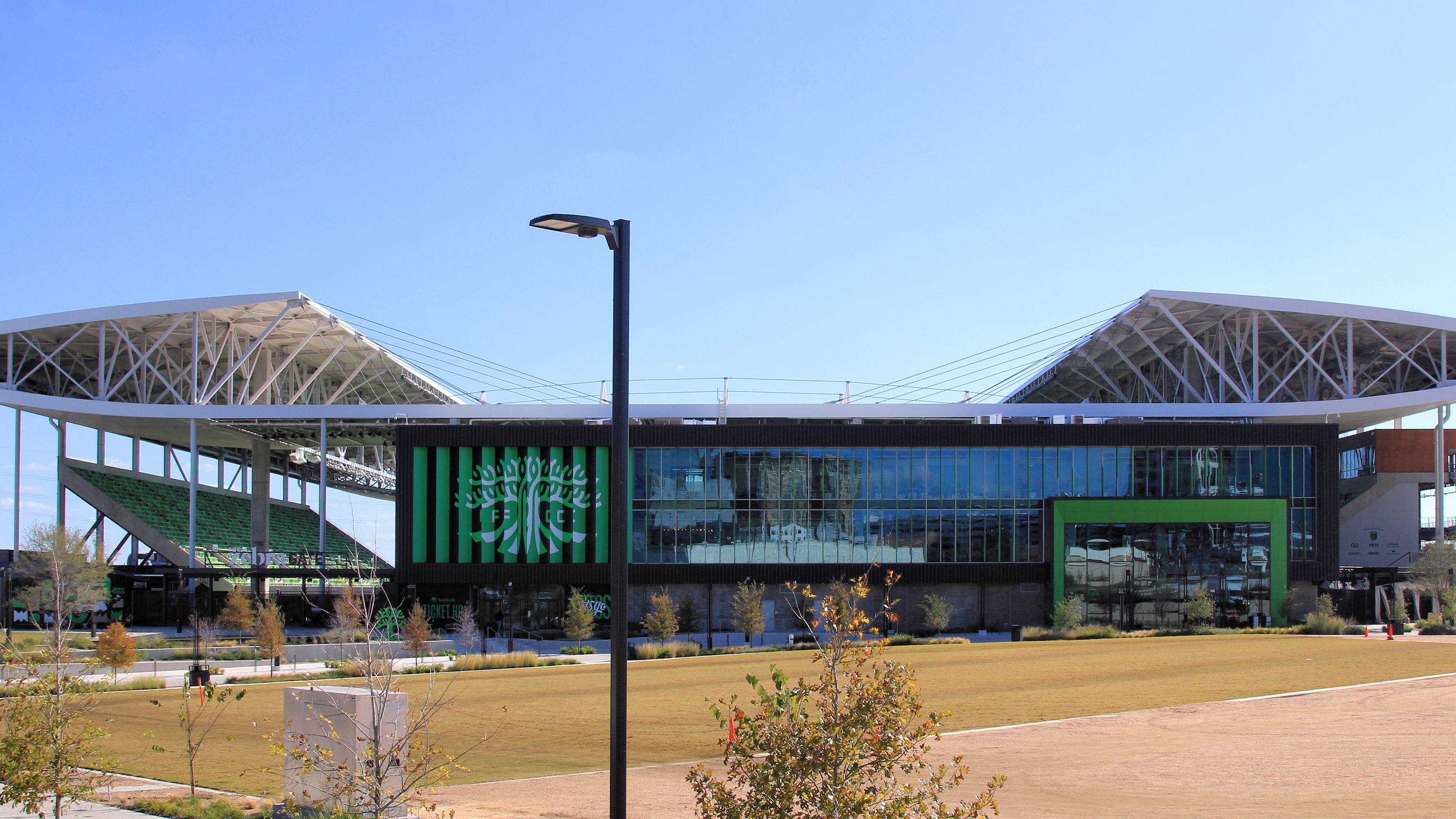
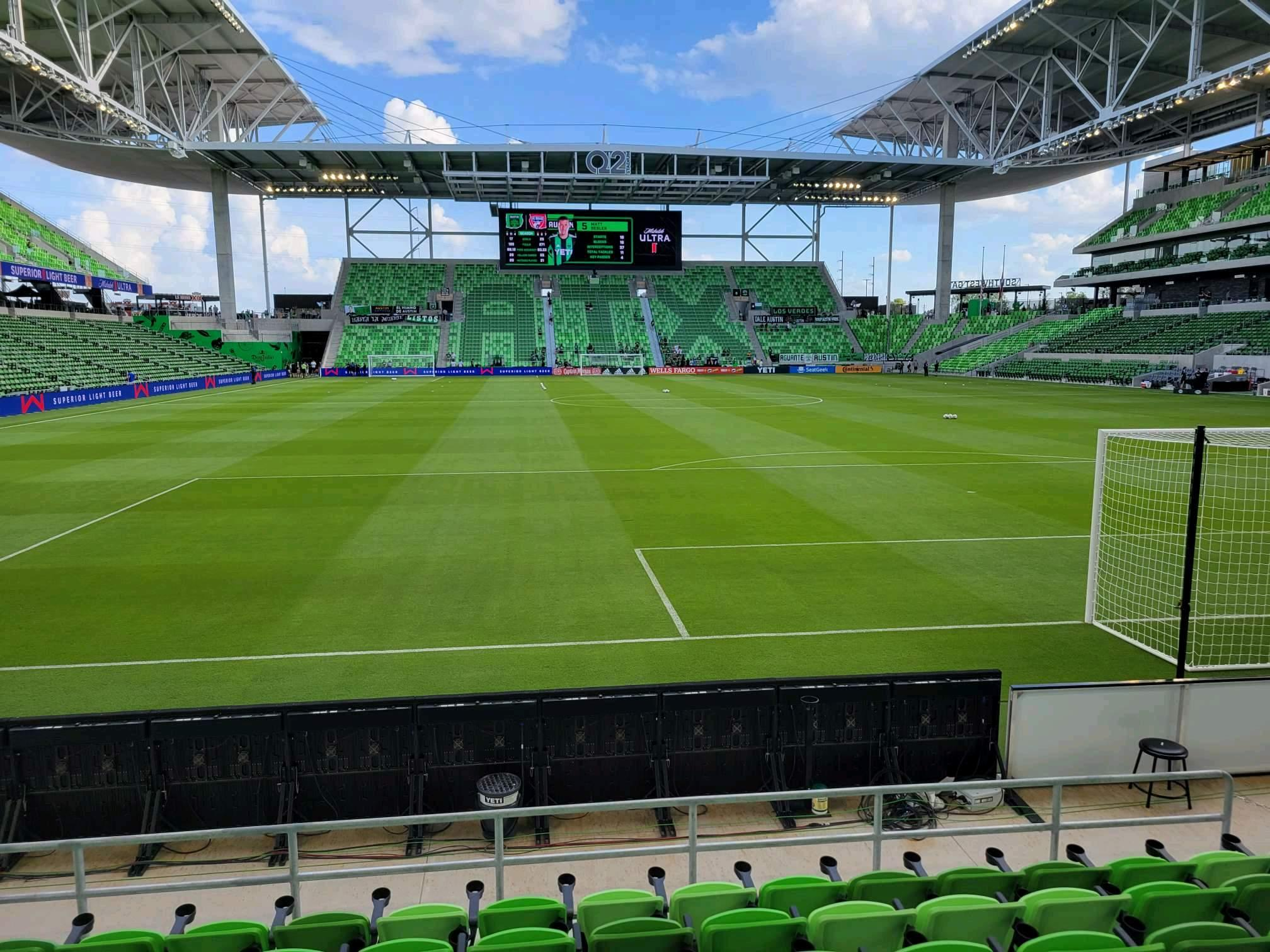
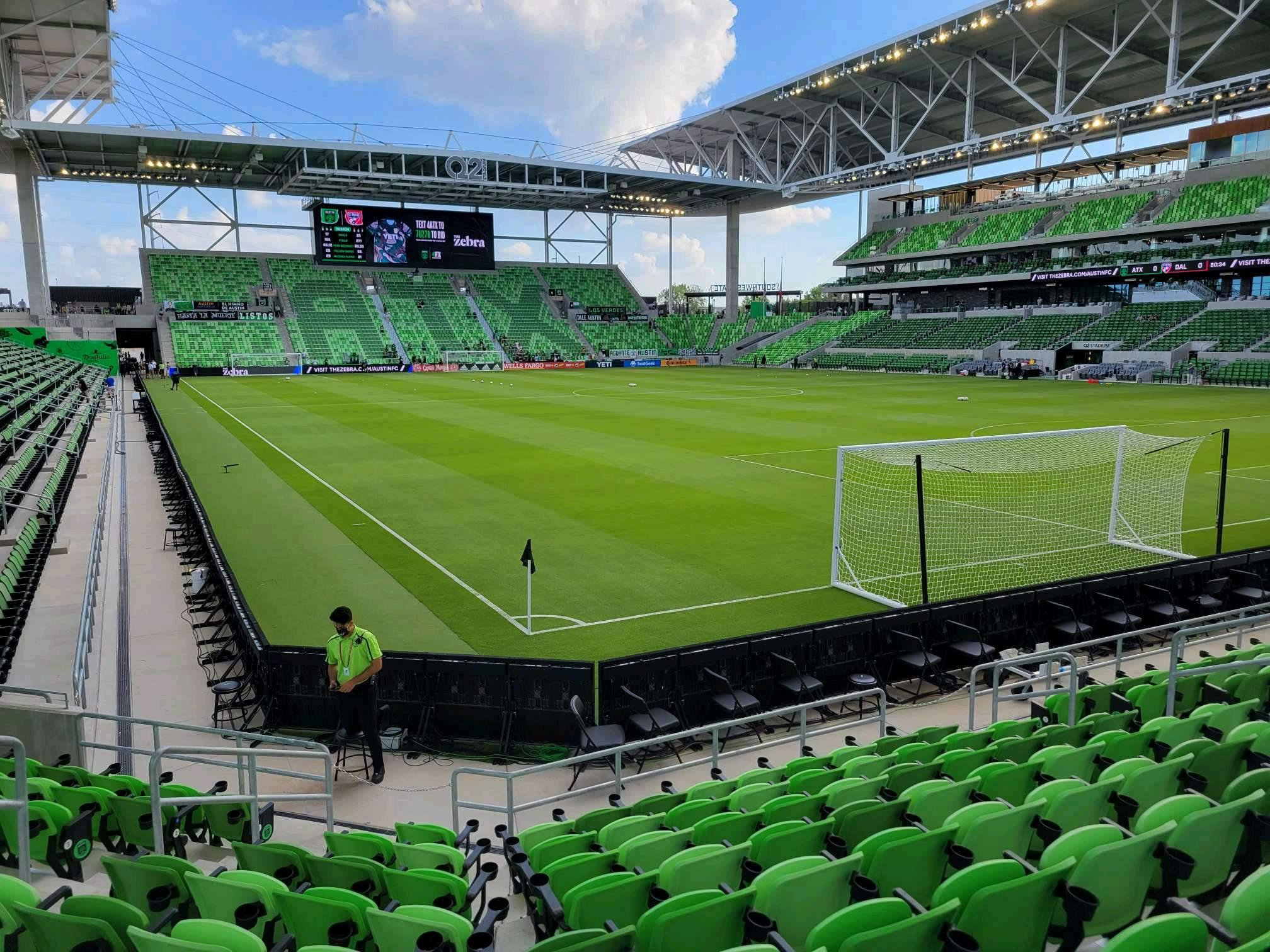
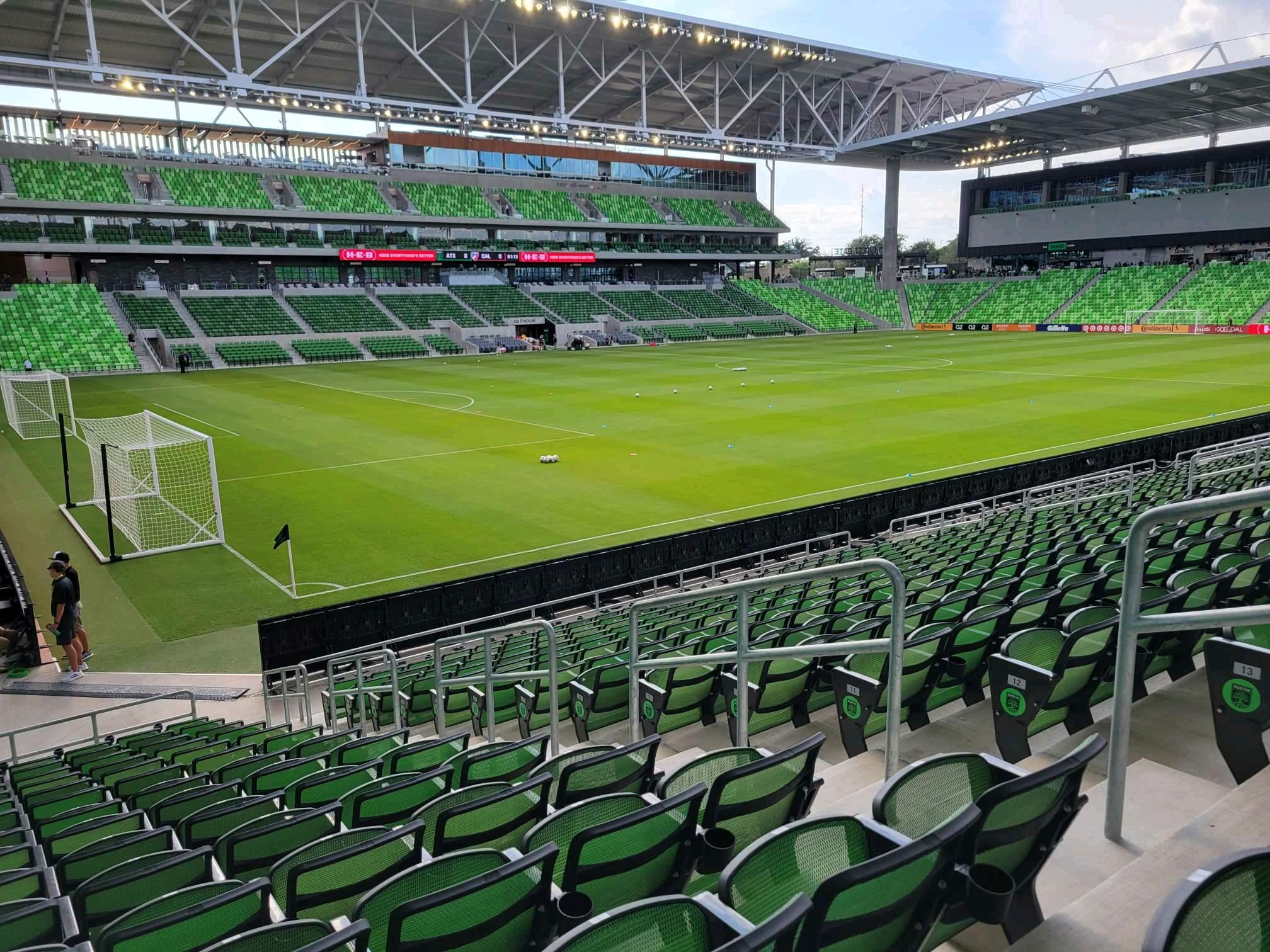